# آفنپینشر
آفن‌پینشر (انگلیسی: Affenpinscher)نام یک نژاد از سگ‌های عروسکی است. قد آن‌ها ۲۳ تا ۳۰ سانتی‌متر و وزنشان ۲.۹ تا ۶ کیلوگرم است. طول عمر آن‌ها ۱۱ تا ۱۴ سال میباشد.
پشمالو اما شسته رفته و مرتب هستند. دور سر و شانه‌ها موهایی شبیه شنل دارند. رنگ آن‌ها سیاه، خاکستری، نقره‌ای، قرمز، سیاه و خرمایی، یا بژ (مخلوط موهای سیاه، سفید، قهوه‌ای و قرمز)، همه با یا بدون ماسک سیاه
وفادار، کنجکاو و بسیار سرگرم کننده هستند. آن‌ها “میمون سگ‌ها” و “میمون تریرها” نیز نامیده می‌شوند. با حیوانات خانگی و جوندگانی مانند همستر خوب رفتار نمی‌کنند و به طور کلی برای خانه‌هایی که کودکان کوچک دارند توصیه نمی‌شوند؛ زیرا تمایلی ندارند که کودکان را دوست داشته باشند.